# Torà de Tost
Torà de Tost es una localidad española del municipio de Ribera d'Urgellet, perteneciente a la provincia de Lérida, en la comunidad autónoma de Cataluña.

## Historia
Hacia mediados del siglo XIX, el lugar, por entonces perteneciente a Tost, tenía contabilizada una población de 21 habitantes. Aparece descrito en el decimoquinto volumen del Diccionario geográfico-estadístico-histórico de España y sus posesiones de Ultramar de Pascual Madoz de la siguiente manera:

TORA DE TOST: ald. en la prov. de Lérida (19 leg.), part. jud. y dióc. de Seo de Urgel (2), aud. terr. y c. g. de Barcelona (25), ayunt. de Tost: sit. en el centro de un barranco; su clima es frio, pero sano. Tiene 6 casas; igl., anejo de Tost, servida por un vicario que nombra el cura rector de la matriz, en cuyo térm. se halla enclavada esta ald. Territorio y demás (V. Tost). pobl.: 5 vec., 21 almas. contr.: con el ayuntamiento.
(Madoz, 1849, p. 21)

En la actualidad pertenece al municipio de Ribera d'Urgellet. En 2022, tenía empadronados 7 habitantes.